# Anoteropora magnicapitata
Anoteropora magnicapitata är en mossdjursart som beskrevs av Canu och Bassler 1927. Anoteropora magnicapitata ingår i släktet Anoteropora och familjen Mamilloporidae.
Artens utbredningsområde är Indiska oceanen. Inga underarter finns listade i Catalogue of Life.